# Walter Pembaur
Walter Pembaur (* 21. September 1886 in Innsbruck; † 23. September 1948 ebenda) war ein österreichischer Publizist und Politiker.

## Jugend und Ausbildung
Walter Pembaur war der jüngste Sohn des Komponisten Josef Pembaur d. Ä. und Bruder von Josef und Karl Maria Pembaur. Nach der Matura inskribierte Walter Pembaur 1904 an der Universität Innsbruck und studierte bis 1909 Philosophie. Aus finanziellen Gründen wechselte er zum Studium der Rechtswissenschaft und promovierte 1914 zum Doktor beider Rechte. Er begann eine Berufslaufbahn als Rechtsanwalt.
Nach Ausbruch des Ersten Weltkriegs gab er einen Band mit Kriegsliedern heraus, dessen Ertrag er dem Roten Kreuz widmete. Im Februar 1915 rückte er als Freiwilliger zum Militär ein und kämpfte in Russland, Tirol und am Isonzo. Dabei wurde er mehrfach ausgezeichnet, er erhielt das Signum Laudis, die bronzene und silberne Tapferkeitsmedaille und das Kaiser-Karl-Truppenkreuz. Während einer Erkrankung 1917 konnte er sein Philosophiestudium fortsetzen und reichte im Februar 1918 seine Dissertation über „Malebranches Okkasionalismus und dessen Beziehungen zum Indeterminismus“ ein.

## Karriere
1919 übernahm Walter Pembaur Aufgaben in der Tiroler Künstlerkammer. Im selben Jahr wurde er zum Vorstand der Innsbrucker Liedertafel gewählt. Er bekleidete diese Funktion bis 1923. Ab spätestens 1920 war er auch Obmann des Tiroler Sängerbunds. Von 1920 bis 1922 war Pembaur Schriftleiter für die Zeitschrift „Alpenland“.
Für die Wahl der Konstituierenden Nationalversammlung am 16. Februar 1919 kandidierte Pembaur für die Deutschfreiheitliche Partei, jedoch ohne Erfolg. Am 15. Juni 1919 wurde Pembaur in den Innsbrucker Gemeinderat gewählt; er blieb  bis 1933 Gemeinderat bzw. später Stadtrat. Nachdem seine Partei Teil der Großdeutschen Volkspartei (GDVP) geworden war, trat Pembaur zur Tiroler Landtagswahl am 22. Mai 1921 an und wurde Abgeordneter im Tiroler Landtag. Er vertrat die GDVP im Landtag bis 1925. Von 1922 bis 1924 war er erster Sekretär im Handelsgremium Innsbruck (= Handelskammer). In den 1920er Jahren engagierte sich Pembaur in der Südtirolfrage, indem er hierzu im Auftrag des Vereins für das Deutschtum in Ausland Vorträge in Deutschland hielt.
Von 27. Mai 1929 bis 1935 war Pembaur Vizebürgermeister von Innsbruck.
Am 17. Juni 1937 wurde er zum Leiter des sogenannten „Volkspolitischen Referats“ der  Vaterländischen Front berufen. Als solcher sollte er die „betont-nationalen“ Österreicher zur Mitarbeit bei der Vaterländischen Front gewinnen und die Landesorganisationen des Referats aufbauen. Unmittelbar nach dem „Anschluss“ Österreichs am 13. März 1938 wurde Pembaur mit der Leitung der Wiedergutmachungsstelle betraut, um die „Wiedergutmachung von Schäden, die die Nationalsozialisten erfahren haben, zu organisieren“.
Pembaur beantragte am 3. Mai 1940 die Aufnahme in die NSDAP, wurde zum 1. Januar 1941 aufgenommen (Mitgliedsnummer 8.471.222) und übersiedelte nach München. 1943 kehrte er nach Innsbruck zurück.

## Privates
Walter Pembaur heiratete am 29. Dezember 1920 Herta Leiter.

## Publikation
- Im letzten Kampf um Österreich. Johannes Günther Verlag, Wien / Leipzig, 1939.
- Nationalismus und Ethik. Wilhelm Braumüller Universitäts Verlagsbuchhandlung, Wien / Leipzig, 1935.

## Belege
1. ↑  Karl Maria Pembaur gestorben. In: Neueste Zeitung. Das Innsbrucker Abendblatt, 9. März 1939, S. 5 (online bei ANNO).
2. ↑  Kriegslyrik. In: Neue Freie Presse, 6. Dezember 1914, S. 45 (online bei ANNO).
3. ↑  Walther Pembaur: Doktoratsakt. 2. Februar 1918, S. 1 (Digitalisat online auf der Website der Universität Graz).
4. ↑  Wahlen in der Künstlerkammer. In: Innsbrucker Nachrichten, 3. März 1919, S. 4 (online bei ANNO).
5. ↑  Aus Stadt und Land. Die Innsbrucker Liedertafel. In: Innsbrucker Nachrichten, 12. März 1919, S. 3 (online bei ANNO).
6. ↑  Ehrung. In: Innsbrucker Nachrichten, 27. März 1923, S. 4 (online bei ANNO).
7. ↑  Deutschfreiheitliche Wahlwerber in Tirol. In: Salzburger Volksblatt, 15. Jänner 1919, S. 4 (online bei ANNO).
8. ↑  Aus Stadt und Land. Die neuen Gemeinderäte. In: Innsbrucker Nachrichten, 16. Juni 1919, S. 4 (online bei ANNO).
9. ↑  Übersicht zum Wahlkreis Nordtirol. In: Allgemeiner Tiroler Anzeiger, 23. Mai 1921, S. 2 (online bei ANNO).
10. ↑  Handelsgremium Innsbruck Artikel in: Allgemeiner Tiroler Anzeiger, 12. 1922 4, S. Vom Handelsgremium Innsbruck (online bei ANNO).
11. ↑  Im Kampf für Südtirol. In: Südtiroler Heimat, Folge 24, 15. Dezember 1925, S. 5 (Digitalisat).
12. ↑  Die Wahl des zweiten Vizebürgermeisters. In: Innsbrucker Nachrichten, 28. Mai 1929, S. 6 (online bei ANNO).
13. ↑  Gabriele Volsansky: Pakt auf Zeit: das Deutsch-Österreichische Juli-Abkommen 1936 (= Helmut Konrad [Hrsg.]: Böhlaus Zeitgeschichtliche Bibliothek. Band 37). Böhlau, Wien 2001, ISBN 978-3-205-99214-1, S. 93.
14. ↑  Auflösung der Volkspolitischen Referate. In: Innsbrucker Nachrichten, 14. März 1938, S. 10 (online bei ANNO).
15. ↑  Bundesarchiv R 9361-IX KARTEI/31940495
16. ↑  Trauungen. In: Innsbrucker Nachrichten, 30. Dezember 1920, S. 3 (online bei ANNO).

| Personendaten    | Personendaten                            |
| ---------------- | ---------------------------------------- |
| NAME             | Pembaur, Walter                          |
| ALTERNATIVNAMEN  | Pembaur, Walther                         |
| KURZBESCHREIBUNG | österreichischer Publizist und Politiker |
| GEBURTSDATUM     | 21. September 1886                       |
| GEBURTSORT       | Innsbruck                                |
| STERBEDATUM      | 23. September 1948                       |
| STERBEORT        | Innsbruck                                |